# Supercopa Internacional 2023
La Supercopa Argentina 2023 è stata la 2ª edizione della Supercopa Internacional, il trofeo che vede sfidarsi la vincente del Trofeo de Campeones e la squadra che ha ottenuto più punti nella Tabla anual della stagione.
La manifestazione si è svolta in un'unica gara, in campo neutro, il 5 marzo 2025 e ha visto sfidarsi il River Plate (campione del Trofeo de Campeones 2022) ed il Talleres di Córdoba (seconda squadra meglio classificata nella Tabla anual della stagione 2022, dato che lo stesso River Plate era la squadra in prima posizione).
La gara doveva disputarsi nell'arco della stagione 2024, ovvero dopo la disputa della Copa de la Liga Profesional 2024, ma forti divergenze intercorse tra la AFA e lo Sport Council degli Emirati Arabi Uniti (che collaboravano all'organizzazione dell'evento) hanno in una prima fase costretto a posticipare l'evento, per poi essere completamente rinviato a data da definirsi, data l'interruzione della partnership tra le due organizzazioni. Il 7 gennaio 2025 la AFA ha emanato un comunicato con il quale fissava l'evento al 5 marzo 2025.
La gara si è disputata in Paraguay, presso l'Estadio General Pablo Rojas di Asunción e ha visto il trionfo del Talleres, che si è imposto sul River Plate ai tiri di rigore per 3-2 dopo che nei tempi regolamentari la gara era rimasta in pareggio sul punteggio di 0-0, vincendo in tal modo per la prima volta nella sua storia la manifestazione.

## Formato
La manifestazione si è disputata in campo neutro ed in gara unica. Il regolamento prevedeva la disputa di due tempi regolamentari, nonché di due tempi supplementari ed, eventualmente, dei calci di rigore in caso di permanenza del risultato di parità.

## Partecipanti
| Squadre      | Qualificazione                                                                                  | Partecipazioni precedenti (il grassetto indica la vittoria) |
| ------------ | ----------------------------------------------------------------------------------------------- | ----------------------------------------------------------- |
| River Plate  | Vincitrice del Trofeo de Campeones 2023 e 1ª classificata nella Tabla anual della stagione 2022 | Nessuna                                                     |
| Talleres (C) | 2ª classificata nella Tabla anual della stagione 2022                                           | Nessuna                                                     |

## Tabellino
| Arbitro: | Ramírez |

| |                      | |
| Rojas Martínez Borja Montiel Colidio Lanzini | Tiri di rigore 2 – 3 | Reynoso Mosqueira Tarragona Ortegoza Bustos Benavídez |
| · Armani 1 · Montiel 4 · 0’ Pezzella 6 · 70’ Martínez Quarta 28 · Casco 20 · 0’ 70’ Simón 31 · 0’ 91’ Pérez 24 · 91’ Meza 8 · 66’ Mastantuono 30 · 100’ Borja 9 · 37’ Driussi 15         | Formazioni           | · 22 Herrera · 29 Benavídez 20’ · 28 Portillo · 6 Rodríguez · 16 Navarro 119’ · 27 Portilla 0’ 106’ · 30 Ortegoza 0’ · 8 Galarza 0’ 106’ · 10 Botta 75’ · 11 Depietri 0’ 63’ · 9 Girotti 74’ |
| · Acuña 21 · Bustos 16 · 37’ Colidio 11 · 70’ Díaz 17 · Fernández 26 · González Pirez 14 · 91’ Kranevitter 5 · 70’ Lanzini 10 · Ledesma 25 · 66’ Martínez 18 · 91’ Rojas 7 · Subiabre 38 | Sostituzioni         | · 1 Burrai · 7 Bustos 74’ · 3 Cardona · 44 Fernández · 17 Mosqueira 106’ · 34 Palacios · 26 Portillo · 33 Reynoso 75’ · 77 Rick 63’ · 15 Riveros 106’ · 20 Schott · 25 Tarragona 119’        |
| Gallardo | Allenatori           | Medina |

Permanendo il risultato di parità (0-0) dopo i tempi regolamentari e supplementari, sono stati necessari i tiri di rigore dai quali è uscito vincitore il Talleres, che in tal modo ha battuto il River Plate e si è aggiudicato per la prima volta nella sua storia la Supercopa Internacional.